# 銅鑼灣裁判司署
銅鑼灣裁判司署（英語：Causeway Bay Magistracy；案号代码CB）又名銅鑼灣裁判法院、庫務署銅鑼灣分署，是香港一座已經被撤銷的裁判司署。就是港鐵天后站和柏景臺現址。

## 建築
銅鑼灣裁判司署大廈位於電氣道20號，於1958年10月動工興建，並於1960年春季落成，由巴馬丹拿設計，毗鄰英皇道、維多利亞公園，樓高10層，是殖民地香港政府的古典式建築物，設有人民入境事務處及庫務署銅鑼灣分署，於1987年一月拆卸。